# Болота Москвы
Общая площадь сохранившихся московских болот — примерно 100 га, из них на верховые болота приходится лишь 12 га (в Молжаниновском). Элементы низинных болот сбереглись по рекам Москве, Яузе, Серебрянке и др. Низинно-верховые болота имеются в Лосином Острове, Измайловском и Алёшкинском лесах, Лианозовском лесопарке.

## История
В своё время в Москве было большое количество болот, что отражено в старых названиях: Болотная площадь, Балчуг (болото в переводе с татарского), Ольховская улица, Поганый брод (находился на месте Театральной площади), Моховая улица; церковь Воскресения на Грязи, Церковь Троицы в Грязех. Большие болота располагались в Лосином Острове и Измайлово.
Крупные болота также были в районе нынешней Комсомольской площади, Южного порта (Сукино болото), в начале нынешней улицы Петровки, у Савёловского вокзала, на Трубной площади. Широкое Козье болото находилось в районе нынешних Большого и Малого Козихинских переулков.
К концу XX века московские верховые болота почти полностью исчезли, а низинные сохранились только фрагментарно. В начале XXI века в Москве болота стали браться под охрану. В настоящее время предполагается создать такие памятники природы, как «Молжаниновское верховое болото», «Филинское верховое болото» и ряд других. Они не будут мешать жизни города, в то же время они помогут сберечь участки древних природных ландшафтов Москвы с их уникальной флорой и фауной.